# Фольклор эскимосов

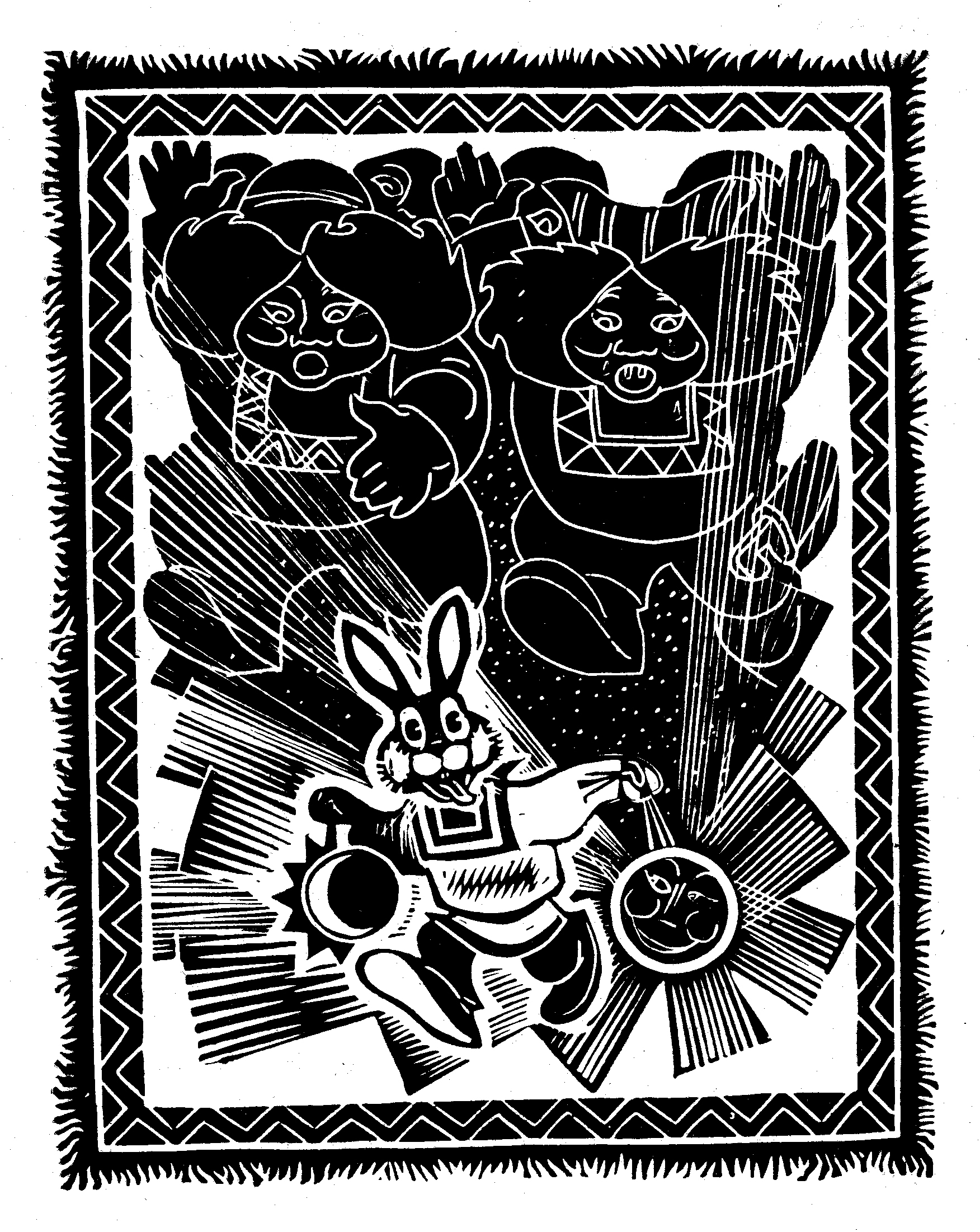
Похищение солнца у тунгаков. Иллюстрация Дмитрия Брюханова к книге Георгия Меновщикова «Эскимосские сказки и легенды»

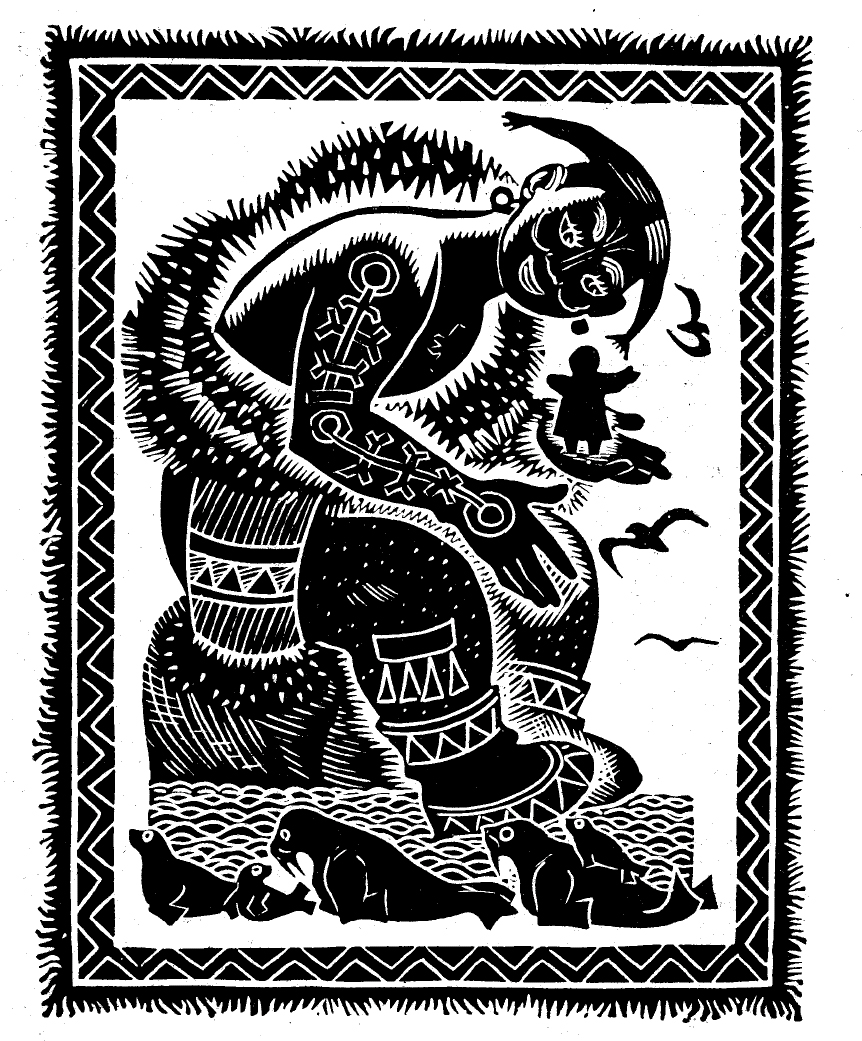
Майирахпак — женщина-великан в эскимосских сказках. Иллюстрация Дмитрия Брюханова к книге Георгия Меновщикова «Эскимосские сказки и легенды»

Фольклор эскимосов представляет собой богатое устное творчество эскимосов. В сказках и легендах предпочтение отдается космогоническим мифам и древним верованиям.

## Сказки
В волшебных сказках, наиболее тесно связанных с мифологией эскимосов, нашли отражение космогонические мифы, мифы о происхождении географических объектов, небесных светил, предметов окружающего мира и обычаев. Возникновение солнца связывается с сестрой, которая убегает на небо от желающего вступить с ней в любовную связь брата. Брат, преследующий сестру, становится луной. Пятна на лунном диске — следы сажи, которой сестра пометила лоб ночного гостя, чтобы опознать его днем (центральные юпик, инупиат, иглулик, нетсилик, эскимосы Лабрадора). Плеяды или три звезды Пояса Ориона считаются охотниками, преследовавшими белого медведя и/или их собаками. Созвездие Большой Медведицы — олень-карибу (юпик, инупиат Северной Аляски, иглулик, эскимосы Баффиновой Земли, Лабрадора, Западной Гренландии). В сказках о северном сиянии оно оказывается или духами-моржами, которые играют в мяч человеческой головой/черепом (Остров Нунивак, инупиат Берингова Пролива, инупиат Северной Аляски) или духами умерших людей, которые играют головой моржа (Баффинова Земля, Лабрадор, Гренландия). Известен сюжет о смене дня и ночи, возникшей в результате спора между героями. Обычно за свет выступает Ворон, оппонент его Медведь, который предпочитает, чтобы была темнота, в которой он может выслеживать добычу по запаху. У других групп эскимосов эти роли играют Заяц и Лиса. В некоторых сказках животные возвращают в мир солнце, похищенное злыми духами — тунгаками.
Частый мотив сказок — превращение женщины в морское млекопитающее: сивуча (азиатские эскимосы), косатку (центральные юпик), тюленя-лахтака (центральные юпик), ондатру (центральные юпик), кита (инупиат). Вариант этого мотива — женщине отрубают пальцы, которые превращаются в морских животных (тюленей, моржей, нарвалов), сама она становится китом и повелительницей обитателей моря. Распространены сказки про то, что олени-карибу изначально были хищными и нападали на людей, а в травоядных животных превратились после того, как им выбили зубы (центральные юпик, инупиат северной Аляски, иглулик, Баффинова Земля, Лабрадор).
Среди эскимосских сказочных персонажей есть гигантские птицы (орлы), которые производят гром. Они настолько велики, что способны унести в когтях не только людей или лодки, но даже китов.
В качестве героя трикстера в эскимосском фольклоре чаще всего выступает ворон (азиатские эскимосы, остров Нунивак, центральные юпик, инупиат Берингова пролива, инупиат северной Аляски, устье Маккензи, нетсилик, иглулик, Баффинова Земля, Лабрадор, Западная Гренландия ангмассалик). Известны сказки о том, как ворон при помощи той или иной хитрости добывает тюленей. Также популярна история о том, как ворон женится на гусыне и, попытавшись участвовать в перелете гусей над морем, тонет, так как не может отдыхать на воде. У многих групп эскимосов распространен мотив о белом вороне, который стал черным после того, как был раскрашен другой птицей. В записанном Меновшиковым варианте азиатских эскимосов раскрашивали друг друга Ворон и Сова. Ворон делал это долго и старательно, Сова же вылила на него черную краску, когда он зажмурил глаза, с тех пор вороны и совы враждуют. В других варианта в качестве партнера ворона выступают Гагара, Утка или Чайка.

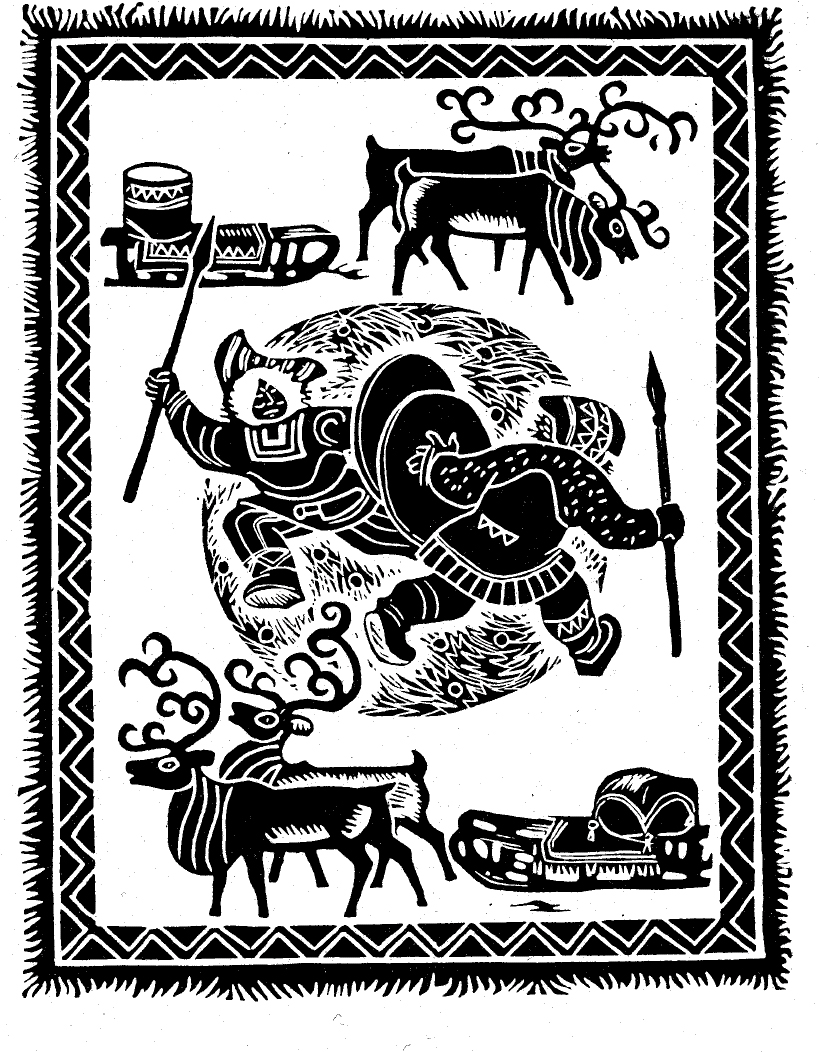
Поединок героев. Иллюстрация Дмитрия Брюханова к книге Георгия Меновщикова «Эскимосские сказки и легенды»

В основе героических сказок лежат предания реальных исторических столкновениях между чукчами и коряками. В этих войнах обычными союзниками кочевых (оленных чукчей) выступали приморские чукчи и эскимосы, а союзниками коряков — юкагиры. Коряки часто в этих сказках именуются «таннитами». Герои сказок побеждают врагов в поединках с использованием стрел или копий, но порой имеют в своем распоряжении волшебные предметы, например, летательные амулеты — фигурки птиц из дерева или моржового клыка, которые позволяют своему владельцу высоко прыгать или даже перелетать через преграду. В эскимосских сказках отражен институт кровной мести (например, в сказке «Кит, женщиной рождённый»), конкуренция родовых объединений за более удобные места охоты на кита.
Язык героических сказок мог быть метафоричен. Когда герой рассказывает о своих победах, он говорит: «Вот этими стрелами срезал я во множестве кыгмитскую траву, а когда стрелы надоели, ножом срезал». В данном случае под травой подразумеваются убитые враги.

## В художественной литературе
Мотивы и образы традиционного фольклора гренландских эскимосов использовал в творчестве гренландский поэт Хенрик Лунд.

## Исследователи
Фольклорные записи эскимосов Чукотки делали В. Г. Богораз, Е. С. Рубцова, Г. А. Меновщиков. В Северной Америке культуру, язык и фольклор эскимосов изучали Франц Боас и другие исследователи.